# Optimisation des processus administratifs
 (octobre 2024).
 (octobre 2024).
Si vous disposez d'ouvrages ou d'articles de référence ou si vous connaissez des sites web de qualité traitant du thème abordé ici, merci de compléter l'article en donnant les références utiles à sa vérifiabilité et en les liant à la section « Notes et références ».
L'optimisation des processus administratifs consiste en l'élaboration d'une stratégie pour concevoir une solution à un problème de performance dans les entreprises de service ou au sein de l'appareil administratif d'une entreprise œuvrant dans tout domaine. Le but à atteindre est l'efficience du processus. Cette approche requiert une remise en question des processus existants et une utilisation efficace des technologies de l'information et de la communication.
Les entreprises sont dotées de ressources humaines compétentes (employés), des ressources qui savent comment bien accomplir leurs tâches. Le fonctionnement adéquat de l'appareil bureaucratique (département, règle, norme...) d'une entreprise n'est pas nécessairement lié à la compétence de chacun des individus. La lourdeur de certaines administrations provient de la non réévaluation de ses processus. L'individu est détaché de l'entreprise (personne morale) et laisse le soin à cette dernière de faire en sorte que de le tout s'améliore sans remise en question. Cette dichotomie entre le but réelle des employés et le but d'une organisation est observable plus l'organisation prend de l'expansion.
L’optimisation des processus administratifs permet de se dégager de cette lourdeur administrative, de prendre du recul pour voir le processus d'une manière différente. L’un de ses mantras est le principe KISS (Keep it Simple, Stupid - Garde çà simple, idiot!), il faut ramener le problème à une solution simple. 

## Exemples d'application
Voici quelques exemples d'optimisation des processus administratifs : 
- améliorer les façons de faire dans les tâches quotidiennes
- travailler plus efficacement en utilisant différents outils bureautiques (ex : utiliser Excel à son plein potentiel)
- réduire l'entrée manuelle de données
- gérer les documents papiers de façon électronique
- accélérer certains processus (ex. : gérer efficacement la réception d'une facture jusqu'au paiement)
- réduire l'insatisfaction de la clientèle
- réduire le temps perdu
- augmenter la qualité et la productivité du travail accompli

## Qu'est-ce que l'optimisation des processus administratifs?
Le concept inhérent à cette théorie trouve ses racines dans plusieurs théories dont les principales se retrouvent dans les livres suivants :
- Optimisez vos processus administratifs[1] : « Augmentez votre efficacité par la qualité de vos processus administratifs ».
- Priorité aux priorités[2] : « Si la solution n'est pas de travailler plus dur, plus vite et plus malin, quelle est-elle donc? »
- Réinventer le travail[3] : « Ne dites plus "Dès que possible" faites-en moins que vos concurrents, les réunions sont toxiques »
- La semaine de 4 heures[4] : « Travaillez moins, gagnez plus et vivez mieux! »
- L'autre face du pouvoir[5] : « Comment puiser dans les ressources individuelles pour neutraliser et positiver des situations »
- Dynamiser L'organisation avec la démarche appréciative[6] : « Aborder le changement de façon positive, Accroître la collaboration dans les équipes, Bâtir la capacité à innover constamment ».

Ces différents livres ont permis l'élaboration de ce concept à ne pas confondre avec l'amélioration continue.